# 泠鸢yousa
泠鸢yousa，女，中国大陆的同人音乐创作者、虚拟主播。
2008年，开始在互联网活跃，参加了多部作品的创作和演唱。2019年，签约VirtuaReal Star成为职业虚拟主播；4年后与原公司的合同到期而退出VirtuaReal，但本人保留所有虚拟形象与音乐作品的版权，将继续以虚拟主播身份活动。

## 人物
泠鸢yousa的人物形象最早出现于其早年在bilibili上传的翻唱视频中。其形象的典型特征（发型，发色等）被沿用至今。
最早的模型来源于B站UP主Days的Wing翼在2015年制作的泠鸢MMD虚拟形象配布。
泠鸢yousa是早年是活跃于5sing的原创歌手，擅长作词以及唱歌。翻唱作品中有其个人中文填词的作品。2019年正式以虚拟偶像的身份出道。

## 经历
- 2012年，在Bilibili投稿第一个视频[6][7]。

- 2016年12月，发行首张个人专辑《茜色诗集》。[8]

- 2017年，首次在哔哩哔哩直播[9]。

- 2019年7月19日，在Bilibili Macro Link-Visual Release 2019首次以虚拟形象线下演出，演唱《折纸信笺》中歌曲《爷爷的故乡》，同时宣布加入虚拟艺人团体VirtuaReal Star。[10]。

- 2019年8月，参与主持BilibiliWorld[11][12]。

- 2019年12月21日，在成都 BW2019发行第二张原创个人专辑《折纸信笺》。[13]

- 2020年7月9日，与微软小冰、百度小度、小米小爱一起出席2020世界人工智能大会云端峰会开幕式并演唱了世界人工智能大会的主题曲[14][15][16]。

- 2020年7月25日，在Bilibili Macro Link 云Live ，泠鸢yousa、hanser虚拟分身和真人小缘、祈Inory同台合唱《secret base ~君がくれたもの~。》[17]

- 2020年8月，与琉绮Ruki、七海Nana7mi等虚拟偶像合作广播剧《国道》，讲述歌手周深《国道》专辑每首歌曲的背景故事。[18]

- 2020年末，主持Bilibili2020最美的夜的先导节目直播[19]，参演《梦圆东方·2021东方卫视跨年盛典》[20]。

- 2020年12月31日，与冯提莫在梦圆东方·2021东方卫视跨年盛典演唱歌曲《九九八十一》。 [21]

## 音乐作品

### 专辑
《茜色诗集》
《茜色诗集》是泠鸢yousa发行的第一张个人专辑。
| 曲序     | 曲目           |           | 编曲     | 时长  |
| -------- | -------------- | --------- | -------- | ----- |
| 1.       | 夏日已所剩无几 | 泠鸢yousa | wing翼   | 4:31  |
| 2.       | 超远距链接     | 泠鸢yousa | 小野道   | 5:08  |
| 3.       | 男孩们的旅行   | 泠鸢yousa | 西门振   | 4:39  |
| 4.       | 小丑的品格     | 泠鸢yousa | Leon     | 4:32  |
| 5.       | 泼墨漓江       | 冥凰      | 玖玲     | 5:01  |
| 6.       | 埋葬           | 泠鸢yousa | wing翼   | 4:49  |
| 7.       | 乡情曲         | king      | 盖盖     | 3:55  |
| 总时长： | 总时长：       | 总时长：  | 总时长： | 32:35 |

《折纸信笺》
《折纸信笺》是泠鸢yousa发行的第二张个人专辑。
| 曲序     | 曲目             |           | 编曲     | 时长  |
| -------- | ---------------- | --------- | -------- | ----- |
| 1.       | 序曲·折纸信笺    |           | wing翼   | 0:58  |
| 2.       | 远旅休憩中的邂逅 | 泠鸢yousa | YangLee  | 5:03  |
| 3.       | 航向你的海岛     | 泠鸢yousa | 纯白p    | 4:43  |
| 4.       | 爷爷的故乡       | 李星月    | 零小七   | 3:37  |
| 5.       | 天文馆的猫       | 泠鸢yousa | Wing翼   | 4:31  |
| 6.       | 恋爱语音导航     | 泠鸢yousa | 小野道   | 4:04  |
| 7.       | 你是星辰         | 泠鸢yousa | 乐夕     | 3:58  |
| 8.       | 惬意的事         | 泠鸢yousa | 玖玲     | 4:40  |
| 9.       | 一片柳叶响山坳   | 泠鸢yousa | 玖玲     | 4:02  |
| 10.      | 落日余歌         | 泠鸢yousa | Wing翼   | 4:08  |
| 总时长： | 总时长：         | 总时长：  | 总时长： | 39:44 |